# Římskokatolická farnost – děkanství Semily
Římskokatolická farnost – děkanství Semily (lat. Semilium) je církevní správní jednotka sdružující římské katolíky na území města Semily a v jeho okolí. Organizačně spadá do turnovského vikariátu, který je jedním z 10 vikariátů litoměřické diecéze.

## Historie farnosti
Jedná se o starou farnost, jejíž datum založení není známo. Původní středověká farnost (plebánie) zanikla za husitských válek. K obnově farnosti dochází až na konci 16. století. Matriky jsou pro místo zachovány od roku 1794. Od roku 1911 byla farnost povýšena na děkanství.

### Duchovní správcové vedoucí farnost
Začátek působnosti jmenovaného v duchovní správě farnosti od:
- Joannes, † 1395
- 1395   Martinus
- 1406   Benedictus z Ostromíře
- 1407   Vitus
- 1409   Procopius
- 1425   Mathias z Jeseníka
- 1439   Paulus
- 1594   Bartholomaeus
- do 1614 Joannes Chotětovský
- 1619   Paulus Černovický
- 1640   Joannes Heřman
- 1651   Jacobus Causalis
- 1652   Benedictus z Hesek
- 1664   Joannes Adalbertus Kaplánek
- 1670   August. Kamínko
- 1676   Joannes Aug. Chlumský
- 1681   Guilelmus Leop. Janousch
- 1712   Gabriel Alex. Langer
- 1722   Wenceslaus Valentinus Welmovský
- 1725   Carolus Jos. Hájek
- 1738   Joannes Rubrici
- 1748   Andreas Exel
- 1779   Math. Skrabalek
- 1795   Ioann. Machek, † 11. 1. 1819
- 1819   Jos. Jaksch, n. 16. 3. 1770 Třebnice, o. 19. 12. 1795, † 8. 4. 1823
- 1823   par. vacat, cap. Jos. Strnad
- 1823   Jos. Hrádecky, n. 28. 7. 1793 Loukov, o. 15. 8. 1817, † 26. 1. 1827
- 1827   Joann. Nossek, n. 24. 8. 1789 Hochstatd., o. 15. 8. 1813, † 13. 4. 1837
- 1837   Franc. Lustinetz, n. 9. 11. 1787 Neumausens., o. 9. 8. 1811, † 21. 12. 1866
- 1848   Jos. Strnad, n. 24. 2. 1793 Boskov, o. 24. 3. 1816, † 16. 4. 1877
- 1877   Josef Alois Kouble, n. 3. 8. 1825 Boskov, o. 25. 7. 1849, † 7. 7. 1886
- 1882   Joann. Manžel, n. 25. 5. 1815 Řivnoens., o 1. 8. 1839, † 16. 4. 1884
- 1884   Emmanuel Zdobinský, n. 24. 12. 1824 Bukovina, o. 4. 7. 1848, † 25. 2. 1905
- 1894   Jan Křtitel Štajnygr, admin., n. 23. 8. 1844 Kly, o. 20. 7. 1869, † 25. 3. 1908
- 1908   par. vacat, admin. interc. Jos. Filler
  - 1909 Otto Lev Stanovský, kaplan
- 1910   František Svoboda, 1. děkan, n. 21. 8. 1867 Lhotice, o. 24. 5. 1891, † 4. 4. 1944
- 1934   dec. vacat, admin. interc. Wenc. Kvapil
- 1. 2.  1934    Tomáš Hlaváč, 2. děkan, n. 9. 2. 1893 Stražovice, o. 22. 6. 1919, † 8. 9. 1973
- 1. 4.  1951    Rudolf Šustr, admin., n. 14. 12. 1910, † 25. 9. 1967
- 1. 9.  1957    Alfréd Kostka, 3. děkan, n. 12. 6. 1910, † 6. 6. 1997
- 1. 9.  1995    Štefan Pilarčík, admin., n. 1964
- 1. 8.  1998    Jaroslav Gajdošík, 4. děkan, n. 8. 9. 1960
  - 1. 10 1999 Vít Jůza, farní vikář[3]

Kromě kněží stojících v čele farnosti, působili ve farnosti v průběhu její historie i jiní kněží. Většinou pracovali jako farní vikáři, kaplani, katecheté, výpomocní duchovní aj.

### Kněží rodáci
- Josef Novák, arcibiskup v Zadaru, n. 6. 9, 1767 Semily, † 13. 6. 1844 Jindřichův Hradec

## Území farnosti
Do farnosti náleží území obce:
- Benešov u Semil (Beneschau bei Semil[4])[p 2]
- Bítouchov[2]
- Bořkov (Borschkau[4])[p 2]
- Hořensko (Horschensko[4])[p 2]
- Chuchelna (Chuchelna, varianta Kuchelna[4])[p 2]
- Komárov (Komarow[4])[p 2]
- Lhota (Lhota[4])[p 2]
- Muchov[2]
- Nedvězí (Nedwies[4])[p 2]
- Nouzov (ad Semily)[2]
- Podmoklice (Podmoklitz[4])[p 2]
- Proseč (Prosetsch[4])[p 2]
- Příkrý[2]
- Řeky – místní část Semil[2]
- Semily (Semil, Semill)[p 2]
- Slaná (Slana[4])[p 2]
- Sutice (Sutitz[4])[p 2]
- Světlá (Swietla[4])[p 2]
- Záhoří (Sahorsch, varianta Zahoř[4])[p 2]

## Římskokatolické sakrální stavby a místa kultu na území farnosti
| | Fotografie | Stavba                                        | Místo     | Bohoslužby                      | Zeměpisné souřadnice             | Status                     | Číslo kulturní památky                       |
| Kostely | Kostely    | Kostely                                       | Kostely   | Kostely                         | Kostely                          | Kostely                    | Kostely                                      |
| --- | ---------- | --------------------------------------------- | --------- | ------------------------------- | -------------------------------- | -------------------------- | -------------------------------------------- |
| 1. |            | Kostel sv. Petra a Pavla                      | Semily    | bližší informace o bohoslužbách | 50°36′10″ s. š., 15°20′13″ v. d. | farní kostel               | 12947/6-5746 (Pk•MIS•Sez•Obr•WD) (Q12030984) |
| 2. |            | Kostel sv. Jana Křtitele na vrchu Koštofranku | Semily    | bližší informace o bohoslužbách | 50°36′3″ s. š., 15°20′18″ v. d.  | filiální kostel, hřbitovní | 35385/6-2472 (Pk•MIS•Sez•Obr•WD) (Q18915438) |
| Kaple |            |                                               |           |                                 |                                  |                            |                                              |
| 3. |            | Kaple sv. Antonína Paduánského                | Chuchelna | bližší informace o bohoslužbách | 50°22′30″ s. š., 15°15′39″ v. d. | hřbitovní kaple            | —                                            |
| Některé drobné sakrální stavby a pamětihodnosti lze dohledat zde v databázi Drobné sakrální památky Zaniklé sakrální stavby lze dohledat zde v databázi Poškozené a zničené kostely, kaple a synagogy v České republice |            |                                               |           |                                 |                                  |                            |                                              |

Ve farnosti se nacházely nebo nacházejí také další drobné sakrální stavby a pamětihodnosti, které neobsahuje tato tabulka. Patří mezi ně socha sv. Jana Nepomuckého na Farském poli z roku 1756, která původně stála na Bělidlech a později (po roce 1874) byla přemístěna na Farské pole na zámek. V revolučním roce 1918 jí byly zuráženy některé části a 6. dubna 1920 byla z rozhodnutí městského zastupitelstva převezena na hřbitov, kde došlo k jejímu rozbití. Ve fondu Děkanského úřadu Semily se zachovala kresba původního volutového podstavce s datací 1756. V srpnu roku 1919 popsal ředitel chlapeckých škol František Mizera ve svém dopise adresovaném Ministerstvu národní osvěty tuto sochu slovy: „Barokní statue z bílého tatobitského pískovce s letopočtem 1756. Na podstavci s volutami zdobeném vytesaný drak a části girland. Socha domnělého světce v prohnuté nalevo pose s levou nohou dopředu vystupující, po pravé straně pachole podává světci nějakou korunu (snad mučednickou – zbyl jí jenom kousíček).“

K dalším zničeným památkám patřil Misijní kříž u kostela sv. Petra a Pavla. Byl opatřen klekátkem. Jednalo se o památku na Svaté misie. Ta se konala v Semilech od 7. do 16. října 1900. Kříž nechal pořídít místní administrátor farnosti Jan Křtitel Štajnygr. Při bourání starého kostela byl tento kříž sejmut a přenesen na Koštofrank, kde později došlo k jeho zničení.

U semilského kostela sv. Petra a Pavla se nacházela také kaple sv. Anny. Ta sloužila také jako hřbitovní kostnice a nacházela se na hořením (Komenského) náměstí, za hostincem U Lípy, který se zde nachází ve 21. století. K jejímu zrušení došlo v souvislosti s ukončením provozu zdejšího hřbitova okolo roku 1800.

V ulici Mikoláše Alše v Semilech se nacházela Kaple Matky (za koštofranským hřbitovem). Tato mariánská kaple opatřená soškou sv. Jana Křtitele, která byla umístěna zřejmě na hřebeni střechy, byla u vozové cesty k Vinici postavena v roce 1815. Při úpravách ulice, které byly prováděny v letech 1976-1977 byla kaple zbořena a odstraněna byla i dvojice lip, které byly vysázeny v roce 1812.

## Farní obvod
Z důvodu efektivity duchovní správy byl vytvořen farní obvod (kolatura) sestávající z přidružených farností spravovaných excurrendo ze Semil. Jsou jimi farnosti (řazeno abecedně):
1. Římskokatolická farnost Loukov u Semil
2. Římskokatolická farnost Roprachtice
3. Římskokatolická farnost Tatobity

## Galerie

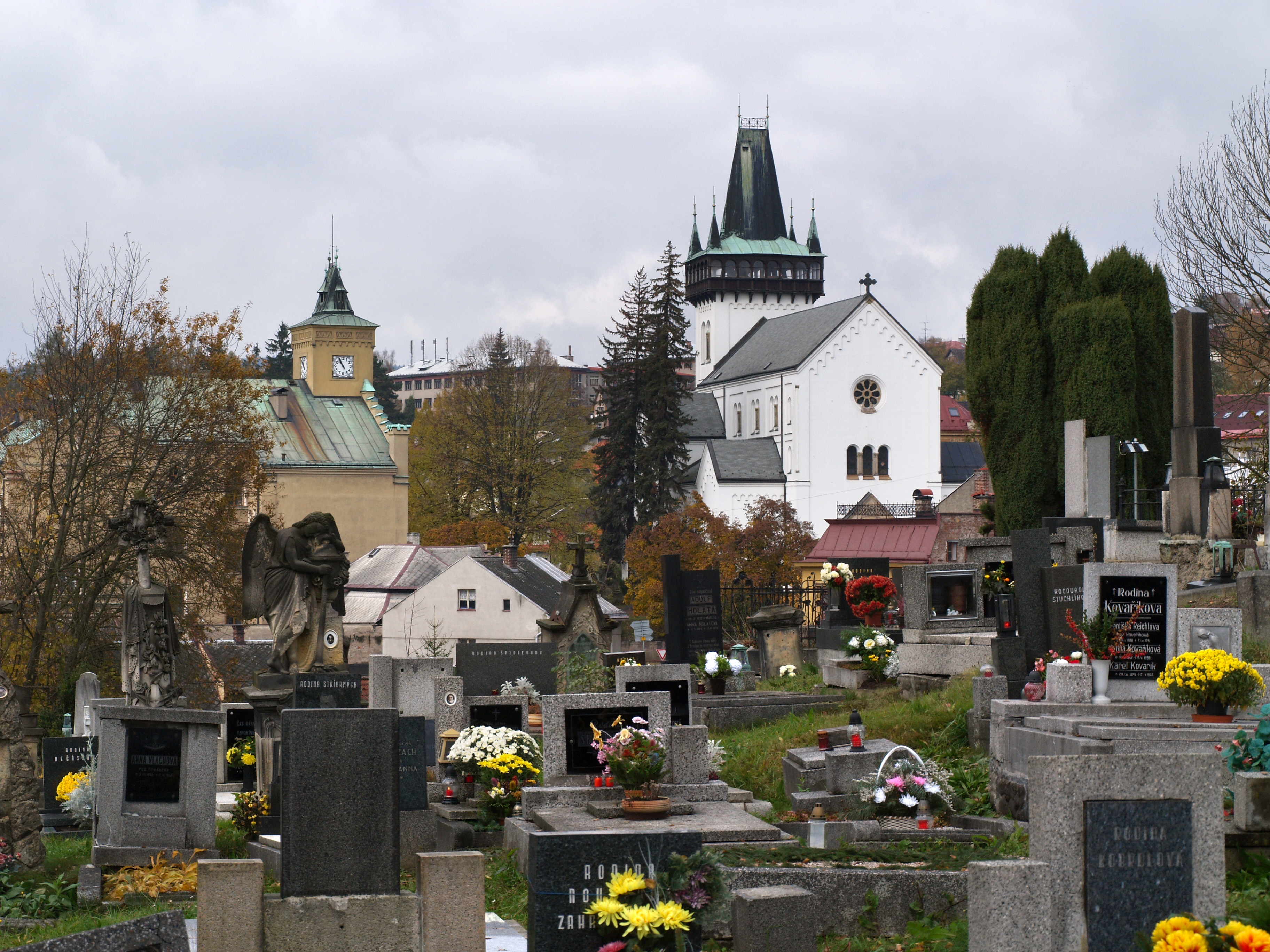
Pohled na semilskou radnici a kostel sv. Petra a Pavla
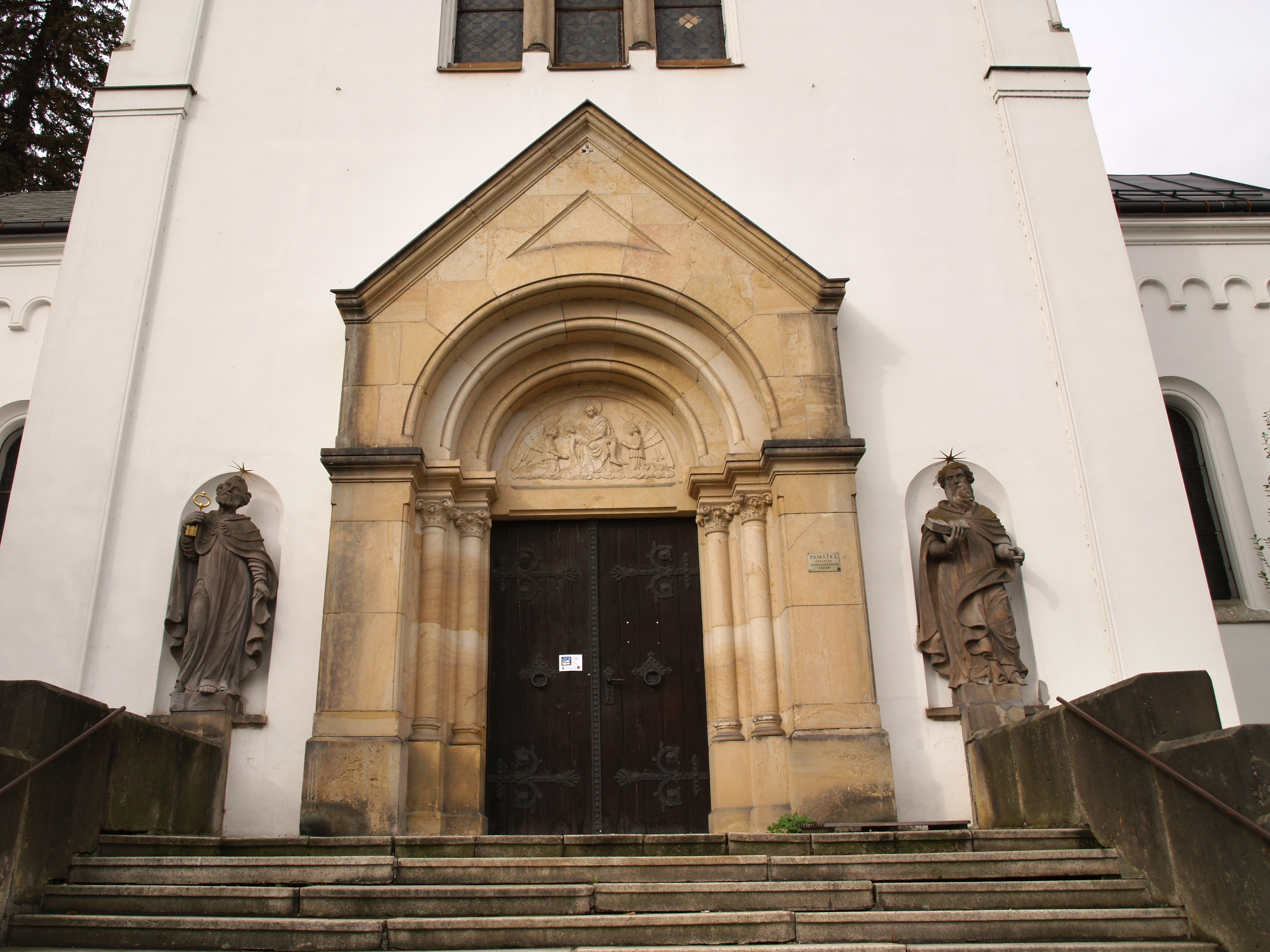
Portál kostel sv. Petra a Pavla v Semilech (1911)
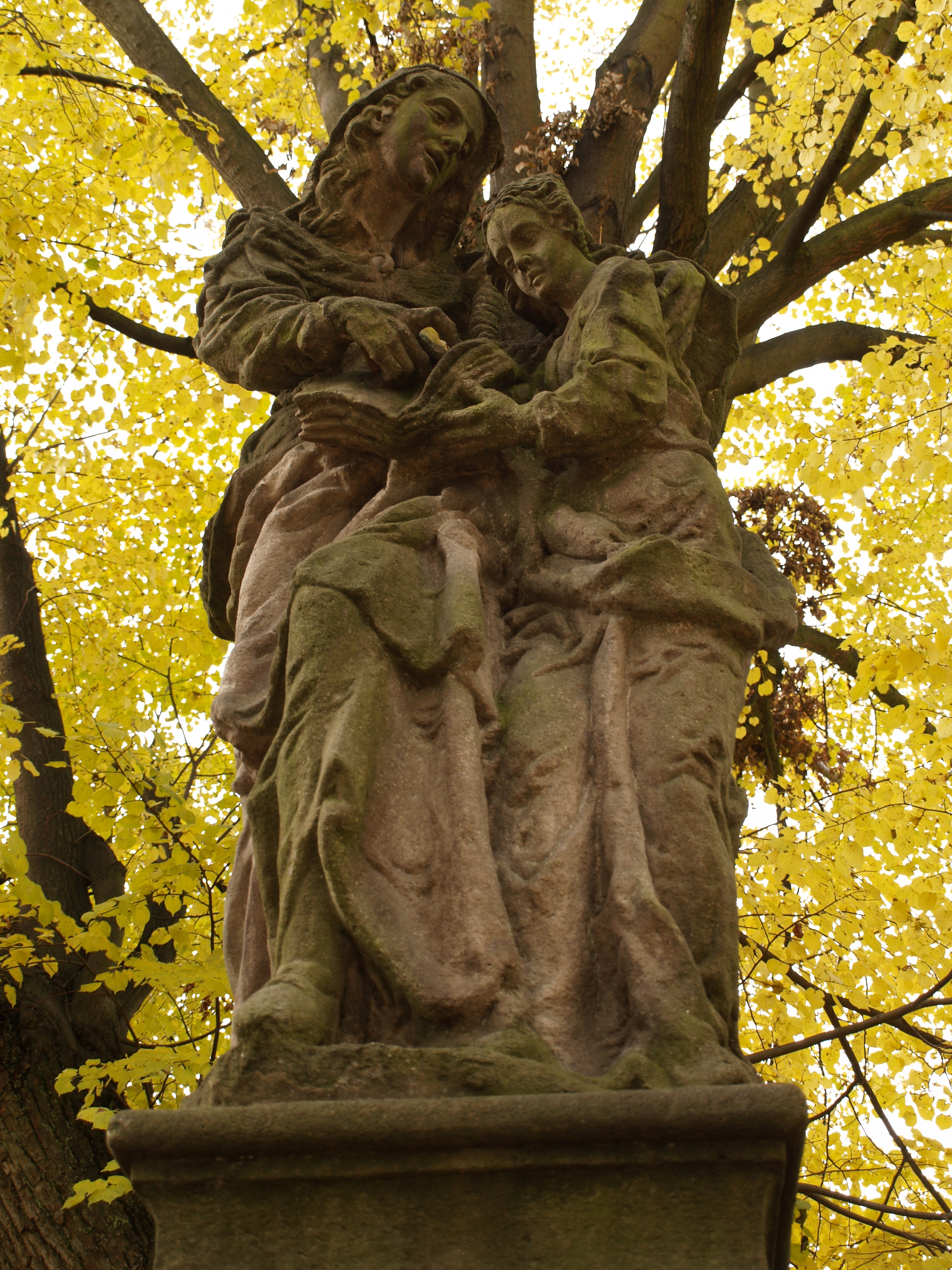
Socha sv. Anny s Pannou Marií z r. 1756 u kostela sv. Petra a Pavla v Semilech
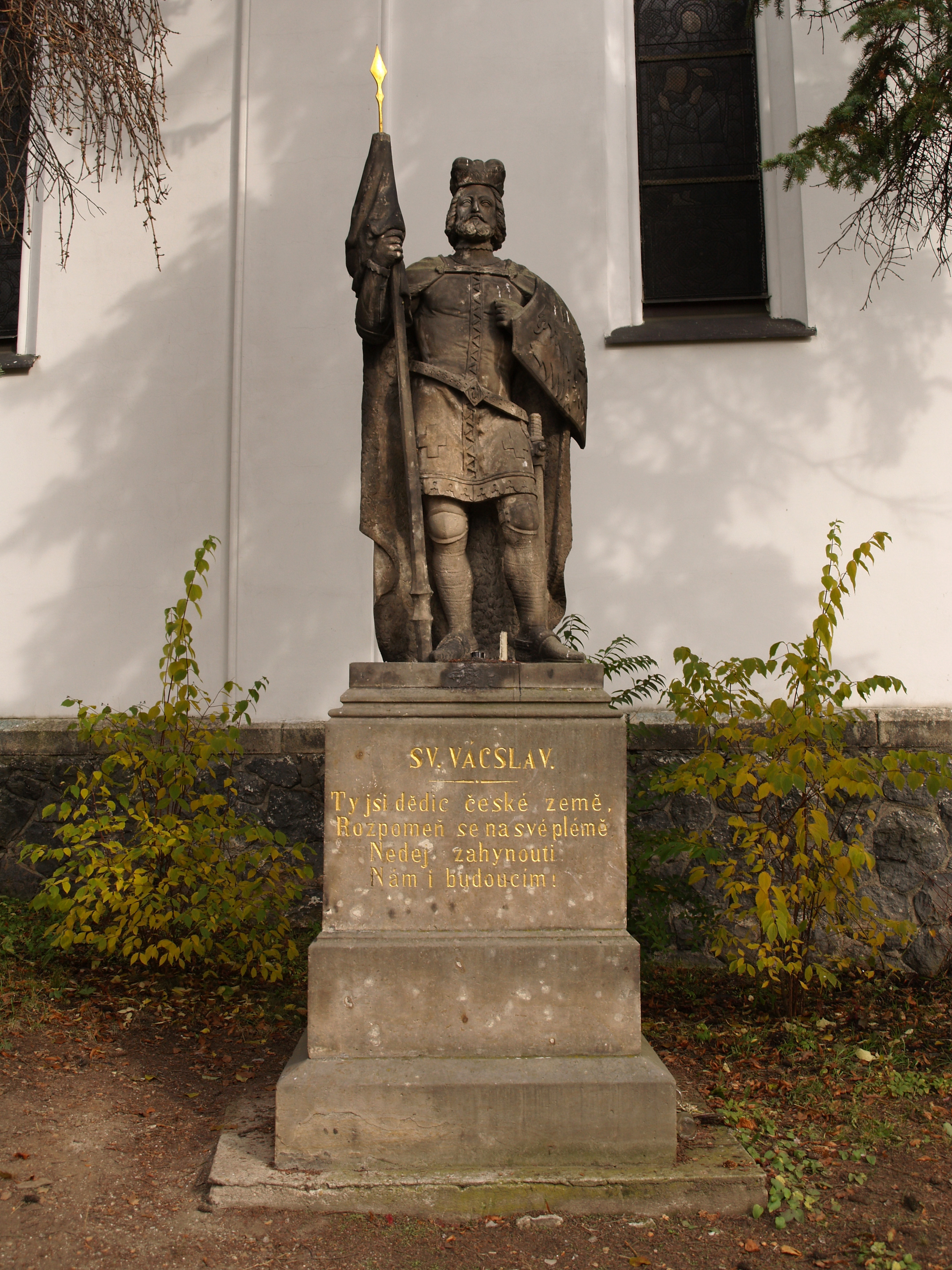
Socha sv. Václava z r. 1864 u kostela sv. Petra a Pavla v Semilech
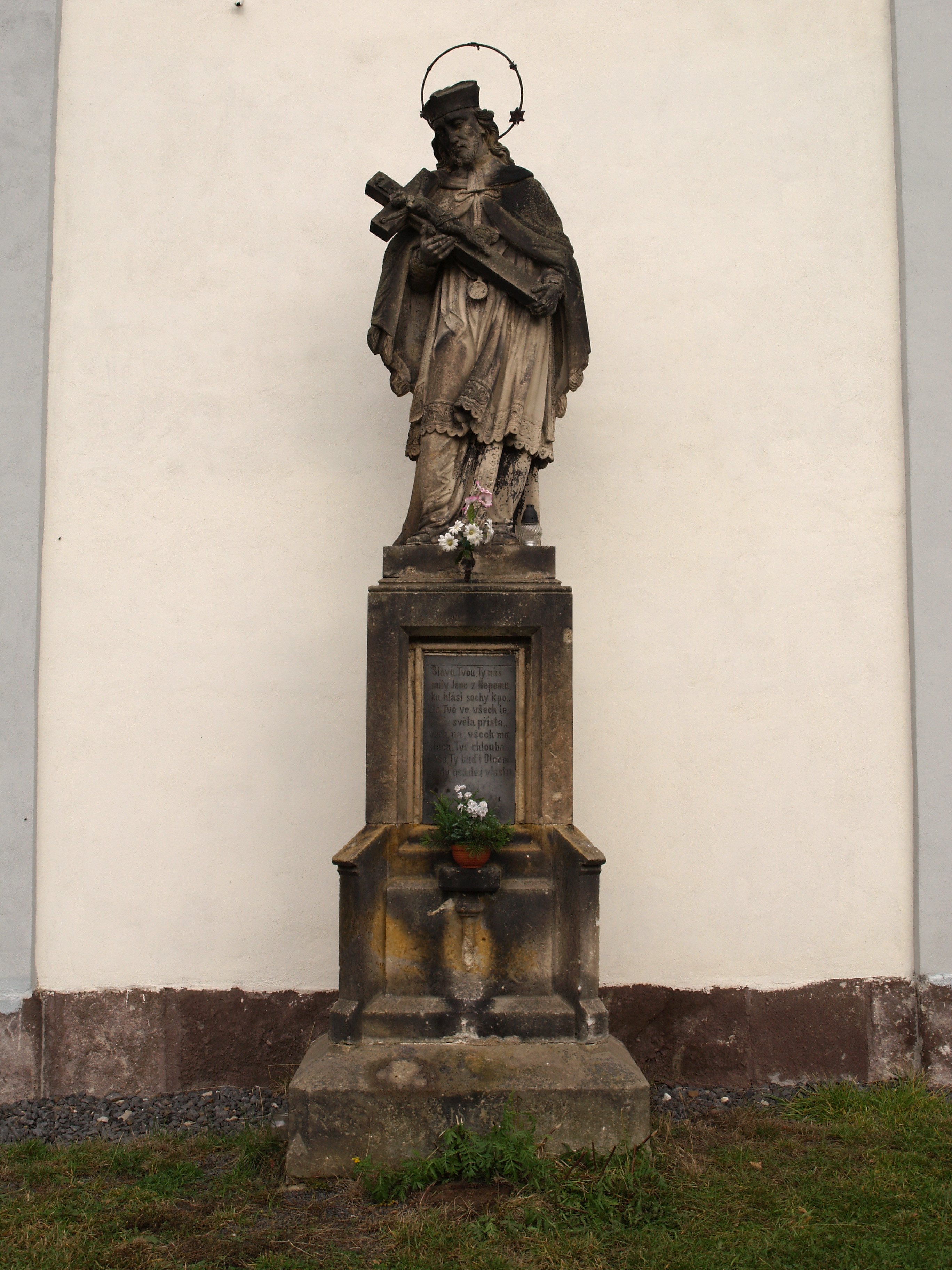
Socha sv. Jana Nepomuckého v Semilech (1756)
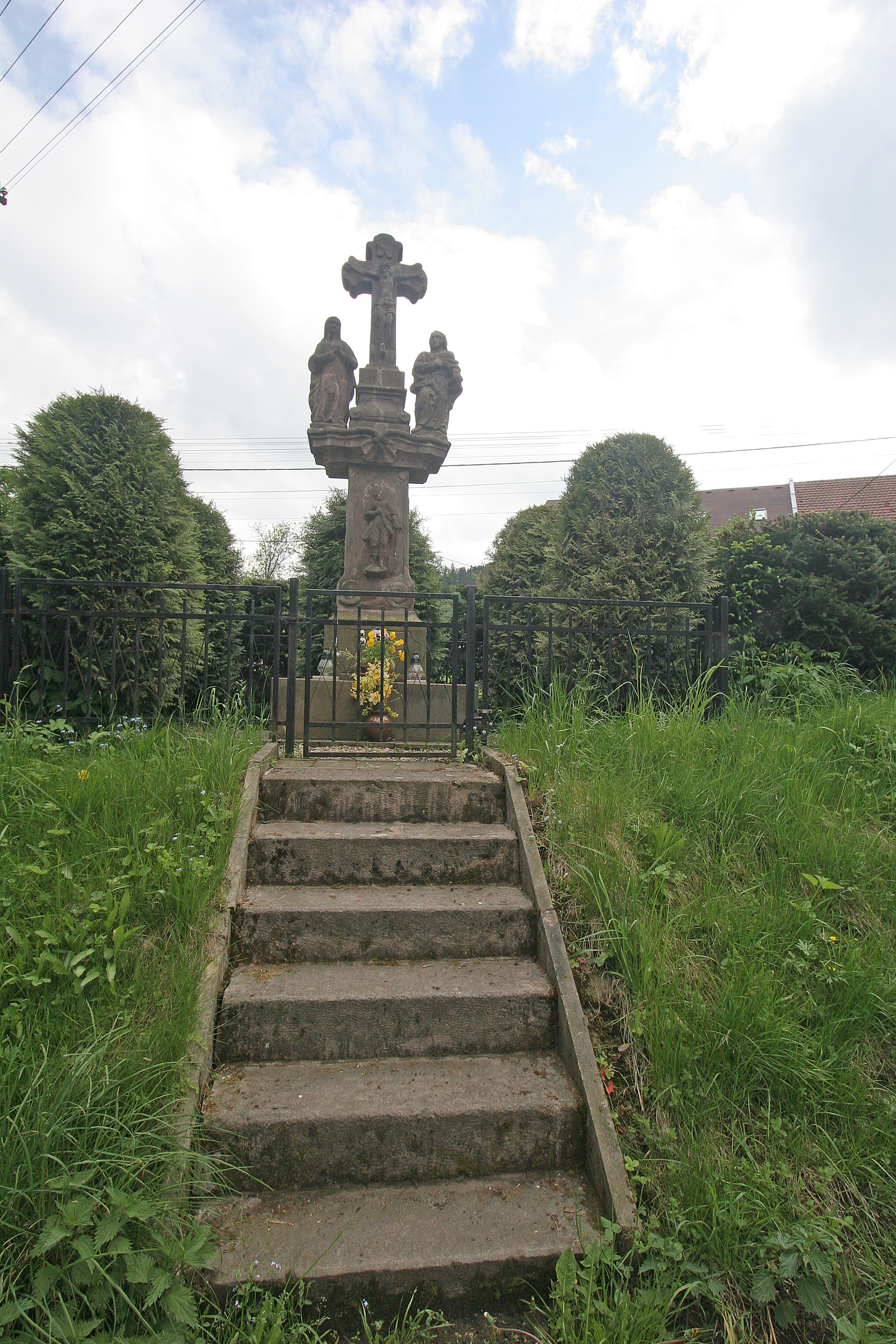
Sousoší Kalvárie v obci Chuchelna
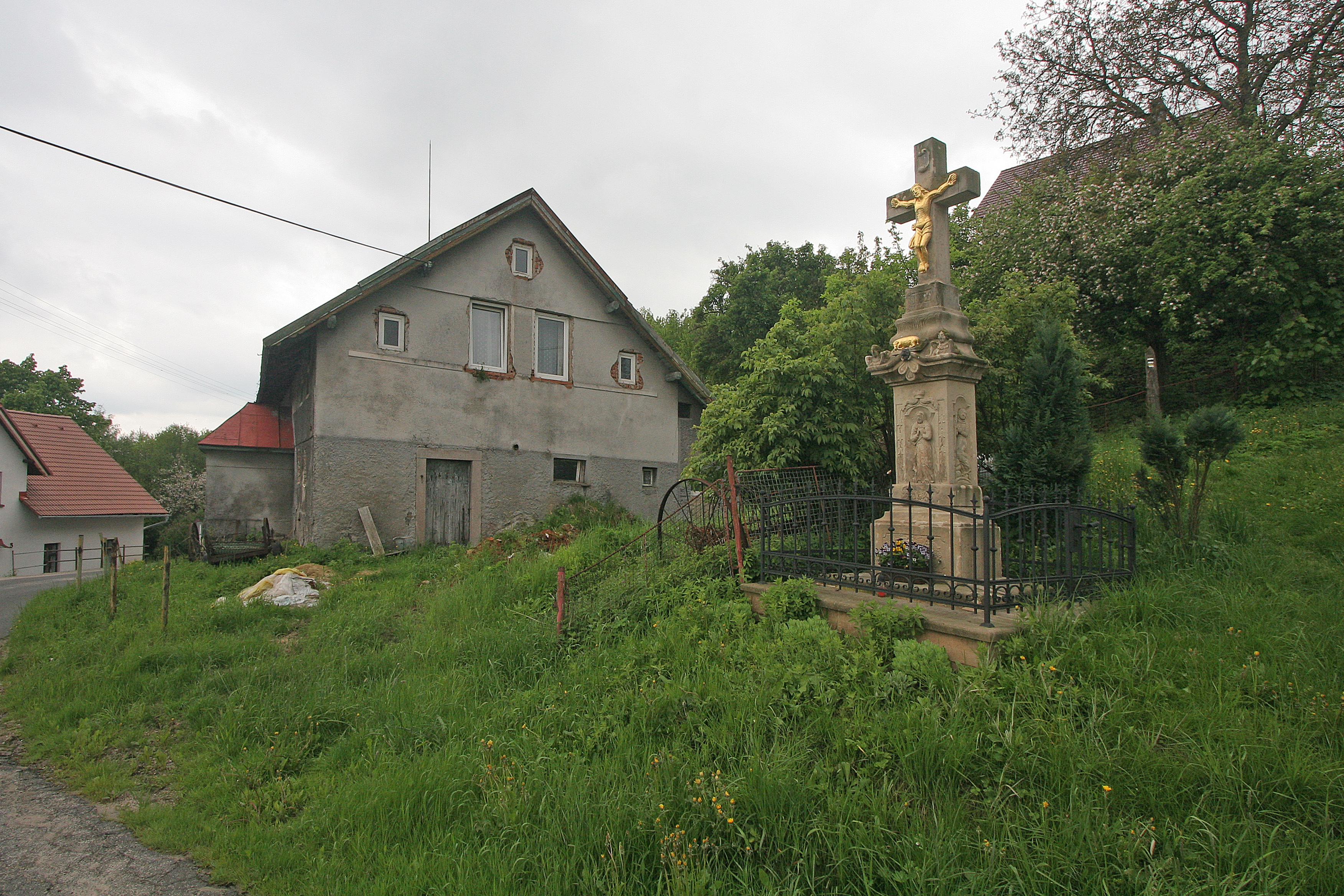
Kříž v Komárově
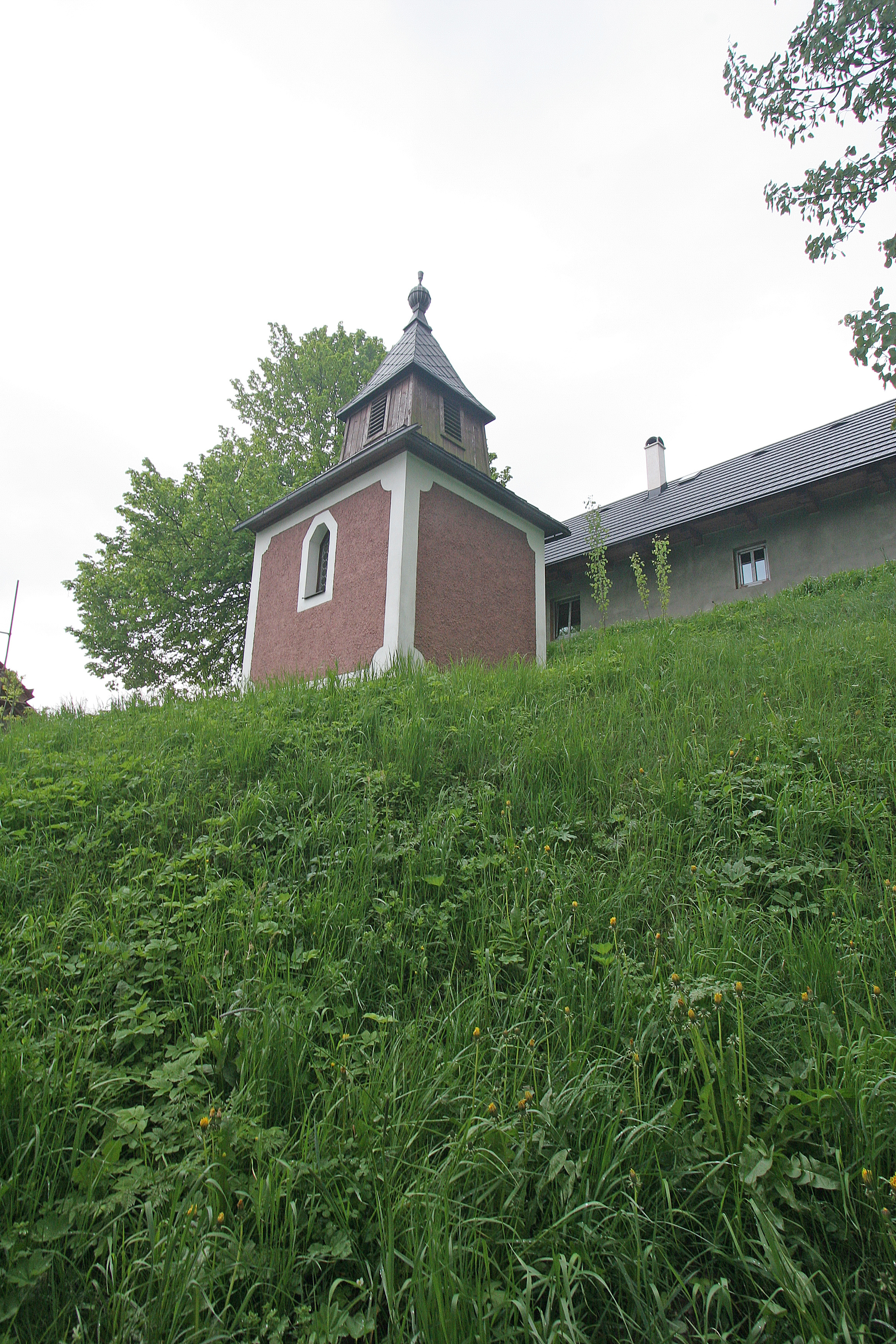
Kaplička v Komárově
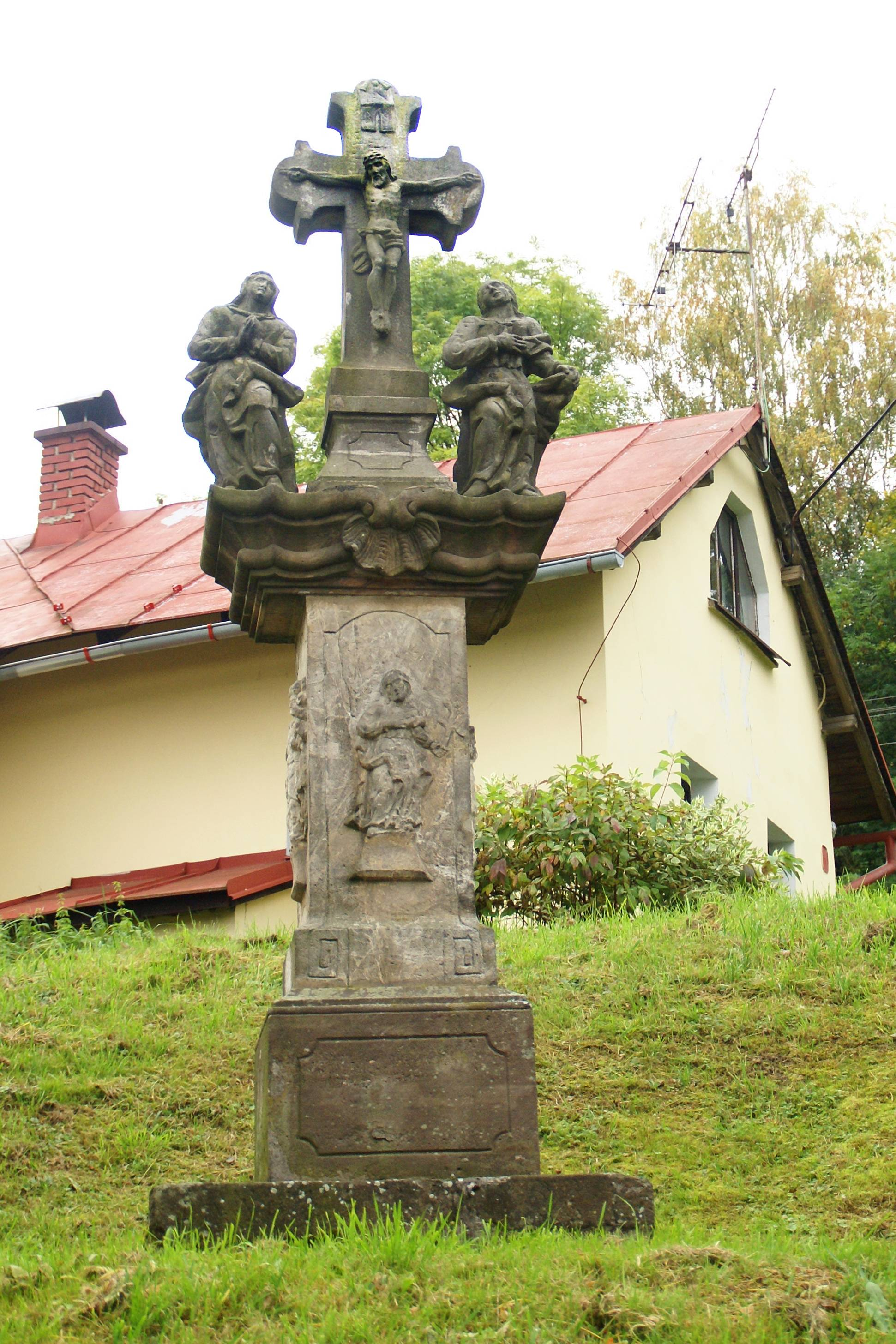
Kalvárie v obci Přikrý
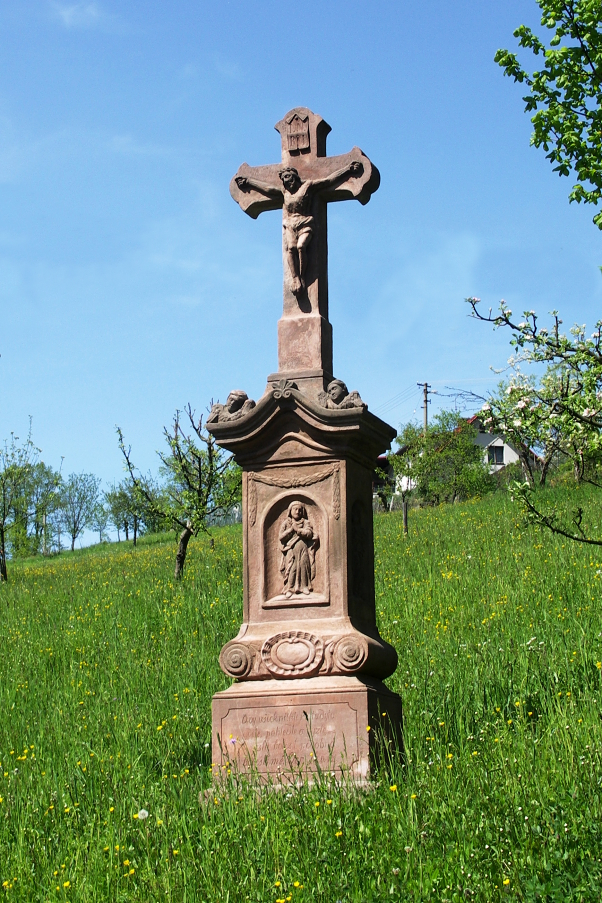
Kříž v obci Přikrý